# Каторжные поселения Австралии
Каторжные поселения Австралии — объект Всемирного наследия ЮНЕСКО, состоящий из 11 каторжных поселений, построенных Британской империей в XVIII—XIX веках на плодородных австралийских прибрежных землях в Сиднее, Тасмании, острове Норфолк и Фримантле; представляют собой «… лучшие сохранившиеся примеры крупномасштабного переселения преступников и колониального расширения европейских метрополий с помощью преступников и их труда.».
До включения в список Всемирного достояния ЮНЕСКО эти объекты входили в список Национального наследия Австралии.
Список поселений:
- Исторический район Кингстона и долины Артурс[англ.] на острове Норфолк (англ. Kingston and Arthur`s Vale Historic Area, KAVHA)
- Старое здание правительства и его прилегающая территория[англ.] в Новом Южном Уэльсе (англ. Old Government House and Domain)
- Бараки Гайд-парка[англ.] в Новом Южном Уэльсе (англ. First Government House Site, New South Wales)
- Поместья Брикендон и Вулмерс[англ.] в Тасмании (англ. Brickendon and Woolmers Estates)
- Дарлингтонская испытательная станция[англ.] на территории Национального парка Остров Марайа, Тасмания (англ. Darlington Probation Station)
- Старая дорога Грейт-Норт-Роуд[англ.] в Новом Южном Уэльсе (англ. Old Great North Road)
- Кэскейдская женская тюрьма[англ.] в Тасмании (англ. Cascades Female Factory)
- Каторжная тюрьма Порт-Артура[англ.] в Тасмании (англ. Port Arthur Historic Site)
- Угольные шахты Тасмании[англ.] (англ. Coal Mines Historic Site)
- Тюрьма острова Какаду[англ.] в Новом Южном Уэльсе (англ. Cockatoo Island Convict Site)
- Тюрьма Фримантла[англ.] в Западной Австралии (англ. Fremantle Prison, Western Australia)

## Географическое расположение объектов

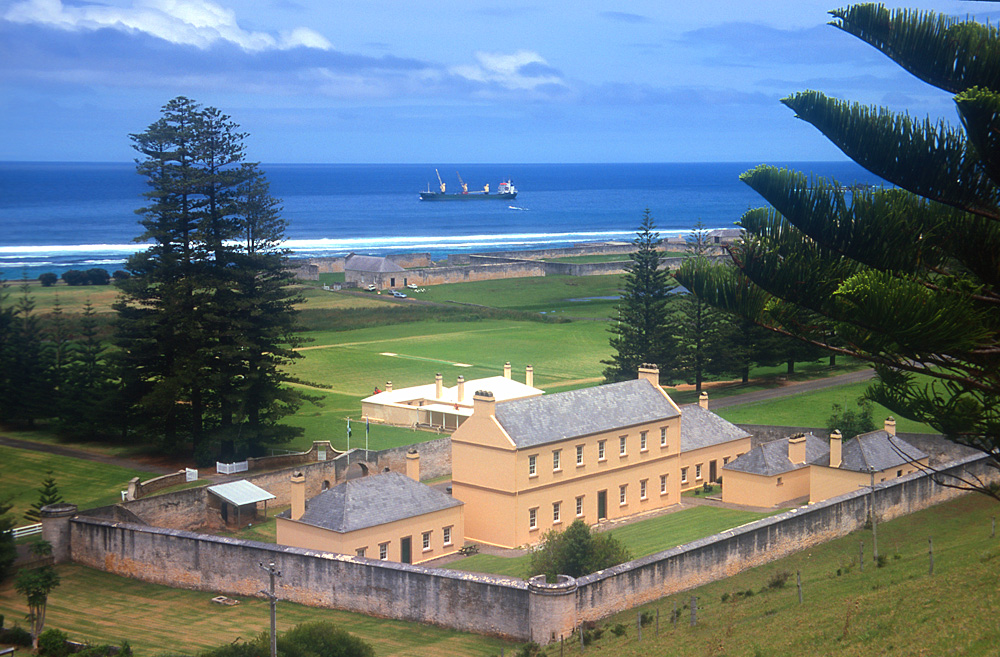
Остров Норфолк

## Краткая справка
В соответствии с пунктами списка:

### Кингстон (долина Артурс)

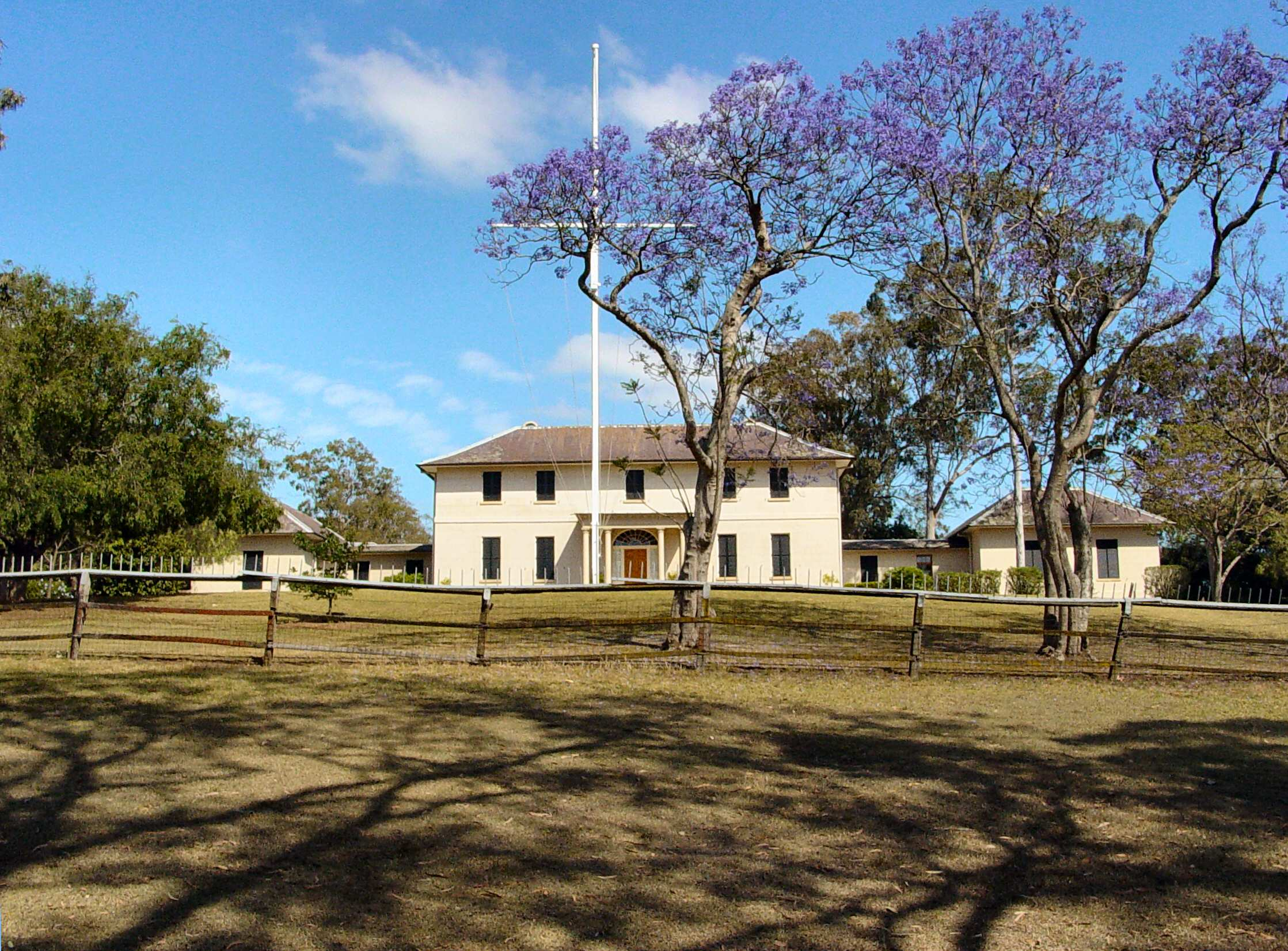
Старая Правительственная резиденция (Парраматта)

Кингстон (долина Артурс) — прибрежная равнина, ограниченная холмами, на южной стороне острова Норфолк. Историческая часть состоит из многочисленной группы зданий каторжного поселения Британской империи 1788—1855 годов, в настоящее время признанных ЮНЕСКО имеющими историческое и культурное значение для Австралии и всего мира.
- Kingston and Arthur`s Vale Historic Area — официальная страница.

### Старая Правительственная резиденция (Парраматта)

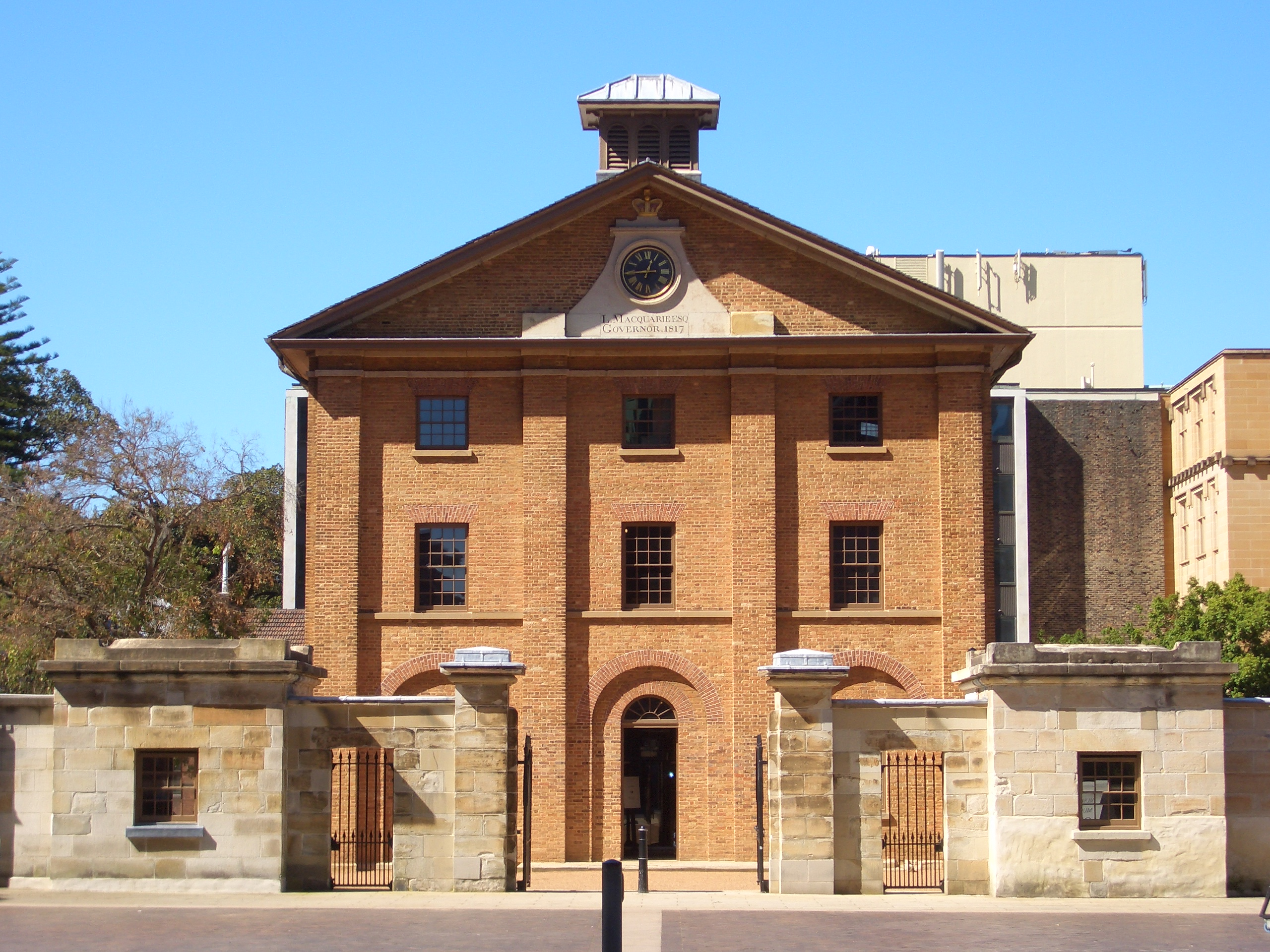
Бараки Гайд-парка (Сидней)

Поиск сельхозугодий, подходящих для выращивания зерновых культур, привел к учреждению в 1790 году городка Парраматта, и первый губернатор Нового Южного Уэльса Артур Филип построил для себя там «второе место жительства». Первая постройка, как и многие другие колониальные постройки, быстро пришла в негодность. Однако прецедент строительства «загородной резиденции» был установлен. В 1799-м году второй губернатор Джон Хантер убрал остатки дома Артура Филиппа, и установил новое здание на той же самой территории.
Позже, начиная с 1815 года, губернатор Лаклан Маккуори и г-жа Маккуори расширили и достроили постройки Хантера, и к 1818 их основное место жительства приобрело вид, который сохраняется и сегодня.
«Старая Правительственная резиденция» в настоящее время открыта для посетителей. Здание расположено в Парраматте, ныне пригороде Сиднея, среди исторических парковых насаждений на живописном берегу реки Парраматта и является самым старым сохранившимся общественным зданием Австралии. Территория особенно интересна, поскольку представляет собой реальный пример практики землеустройства колониальной эры.
Старая Правительственная резиденция и прилегающая к ней территория были включены в список Национальное наследие Австралии 1 августа 2007.
- Old Government House Parramatta — официальная страница.

### Казармы Гайд-парка (Сидней)
Казармы Гайд-парка (First Government House) — кирпичное здание и его двор, разработанные архитектором-каторжником Фрэнсисом Гринвеем, автором большинства первых колониальных построек; Построенные в начале Маккуэри-Стрит (1819), казармы первоначально предназначались для каторжников (мужчин и мальчиков). В таком качестве они использовались до середины 1848 года. Позже использование здания неоднократно менялось. До 1886 года это был приют для женщин, потом до 1979 в нём располагались суды и правительственные учреждения.
В настоящее время здание находится в собственности государственного музея Австралии и открыто для доступа посетителей. Оно находится под управлением общества Historic Houses Trust Нового Южного Уэльса в качестве музея, открытого для общественности за скромный сбор. Казармы Гайд-парка входят в регистры штата Новый Южный Уэльс и австралийского Национального наследия, а также включены в список Всемирного наследия ЮНЕСКО как одно из 11 австралийских каторжных поселений среди «лучших сохранившихся примеров крупномасштабной транспортировки преступников и колониального расширения европейской власти посредством присутствия и труда преступников.»

## Галерея

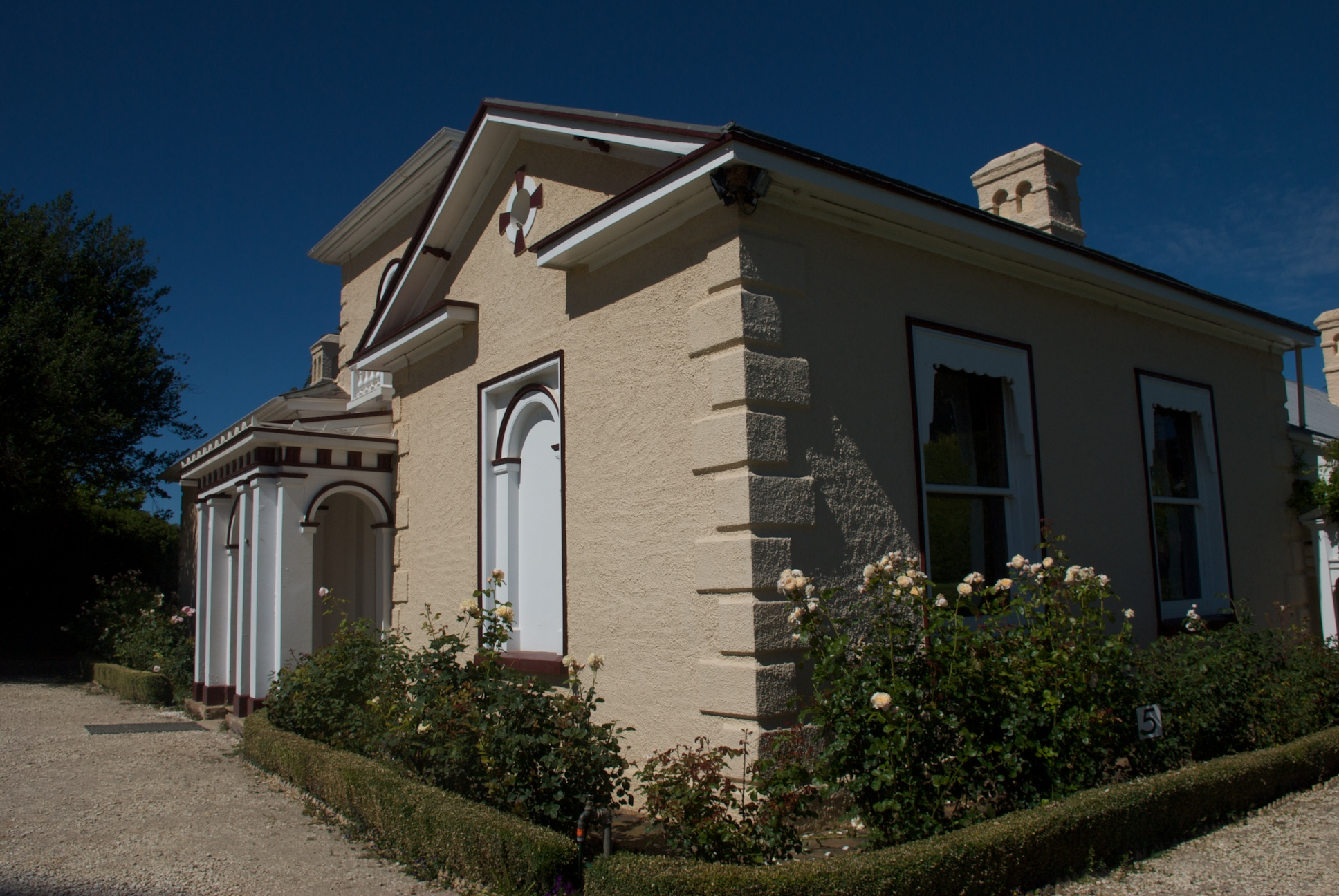
Поместье Вулмерс
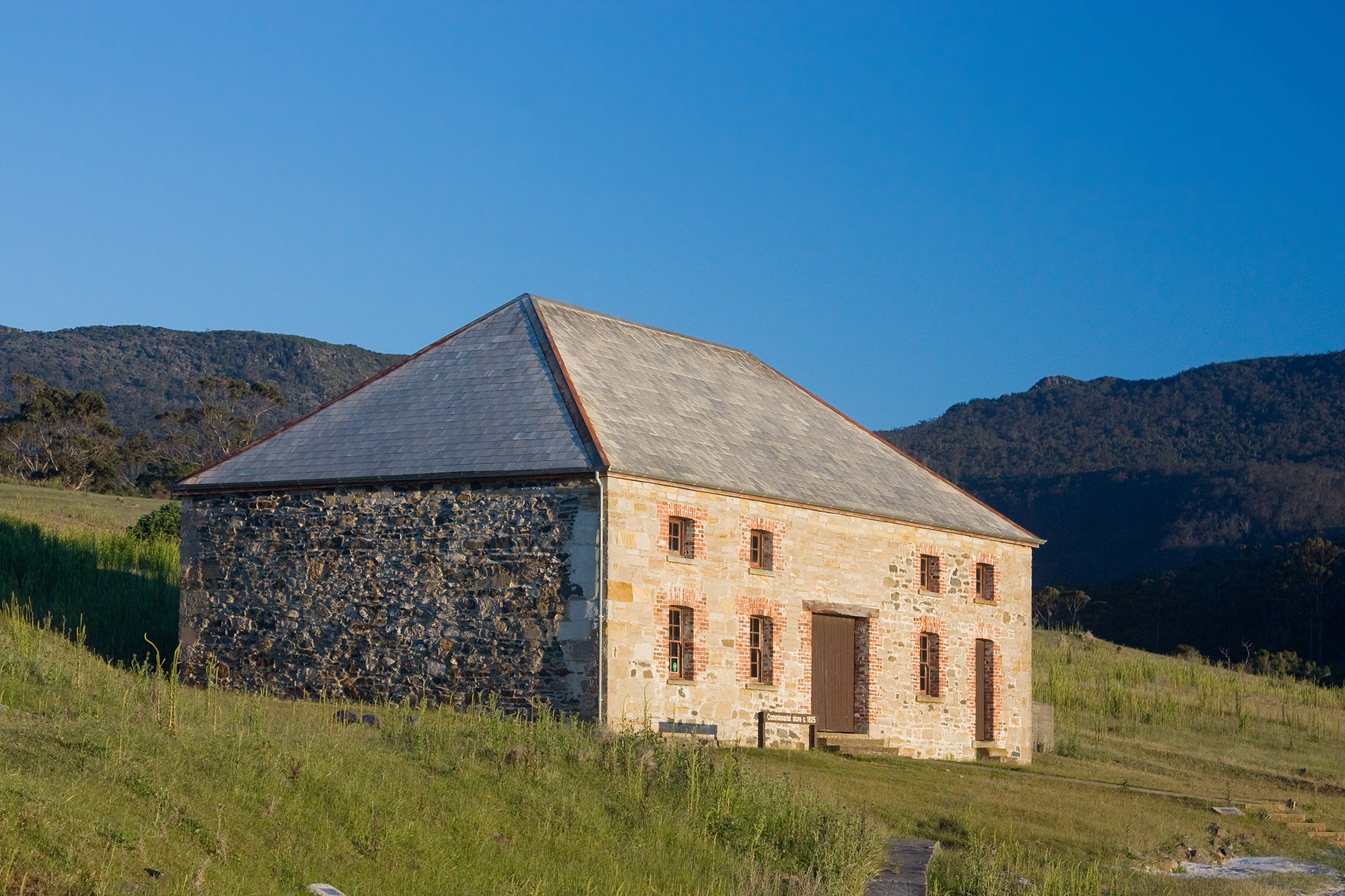
Дарлингтонская испытательная станция
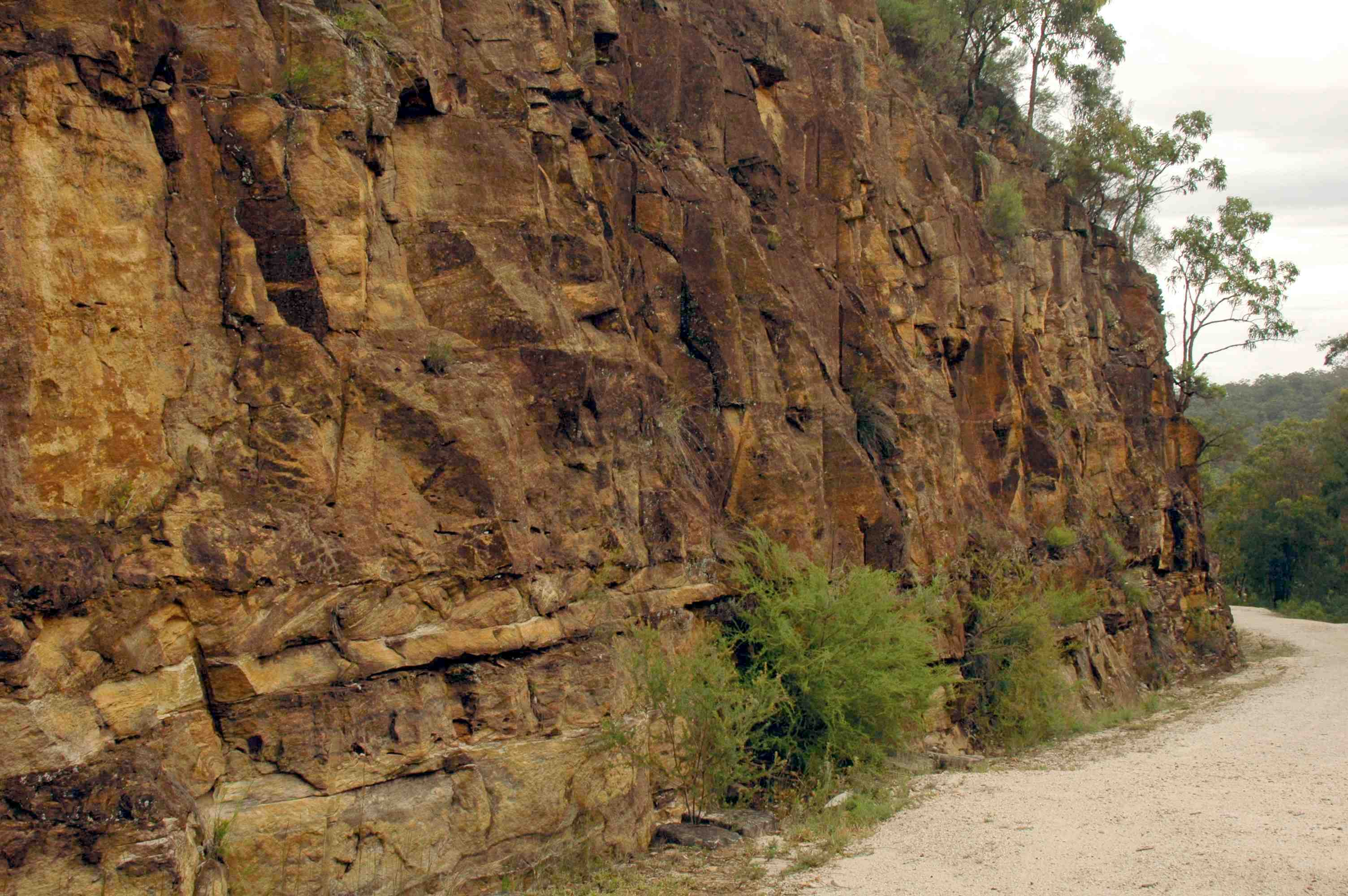
Старая дорога Грейт-Норт-Роуд
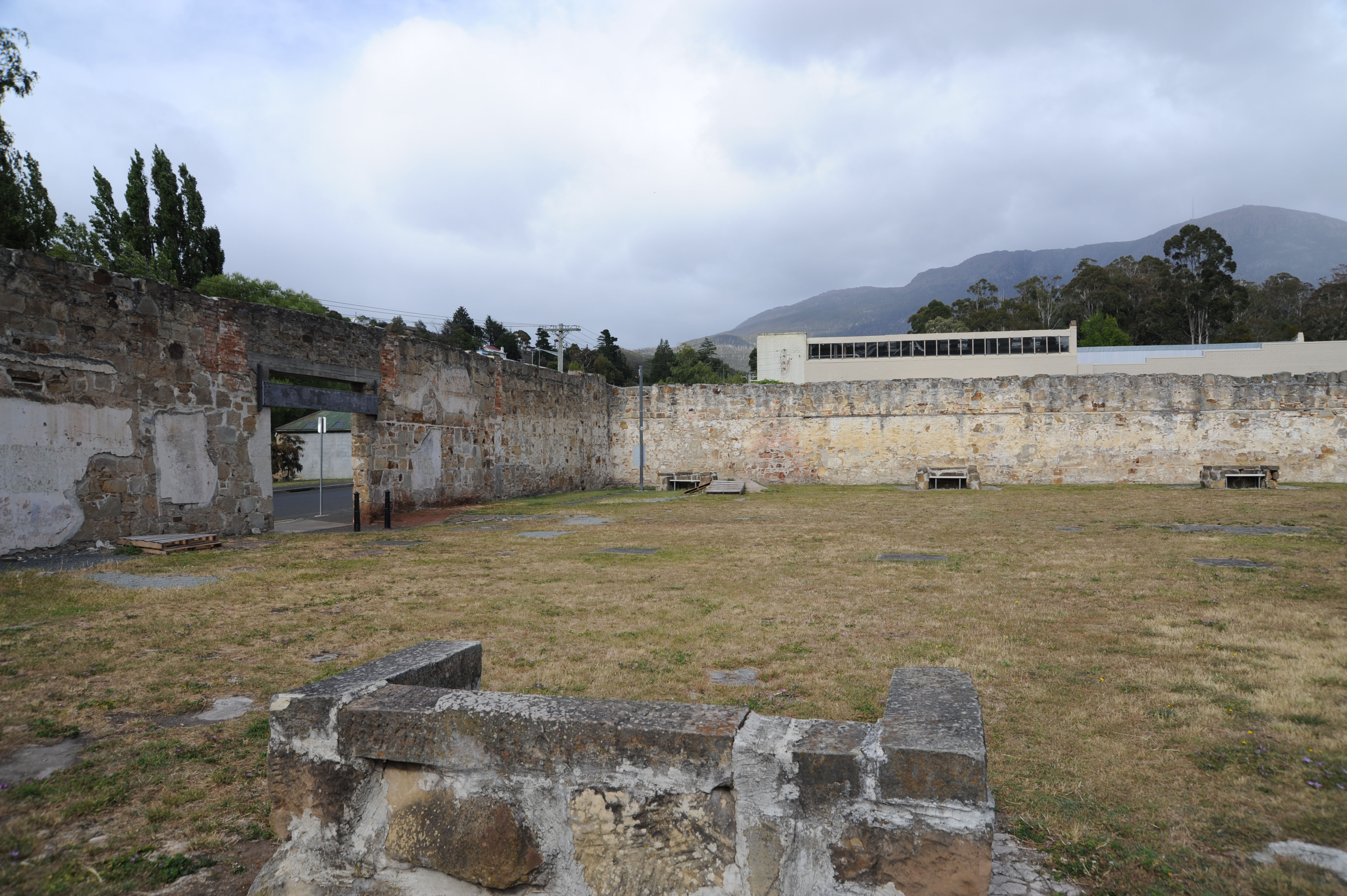
Кэскейдская женская тюрьма
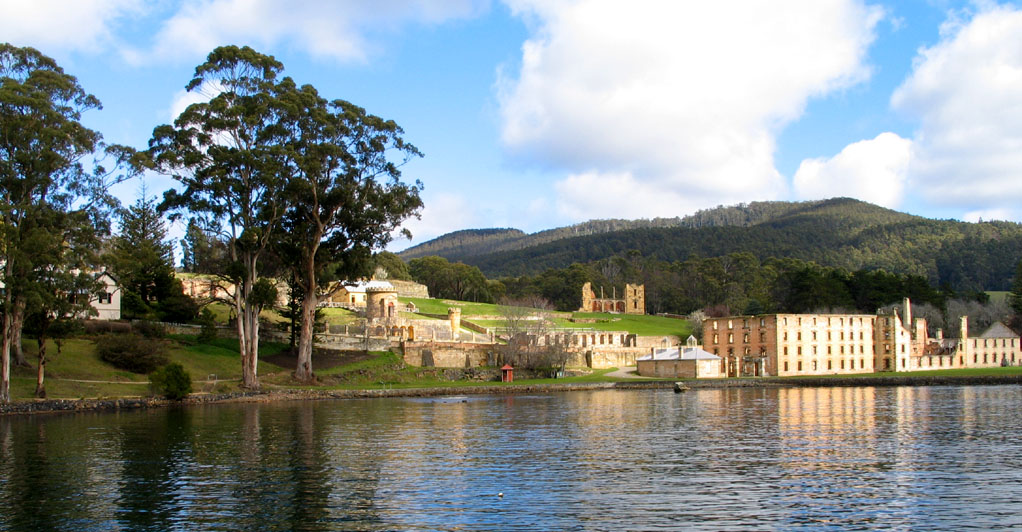
Порт-Артур (Тасмания)
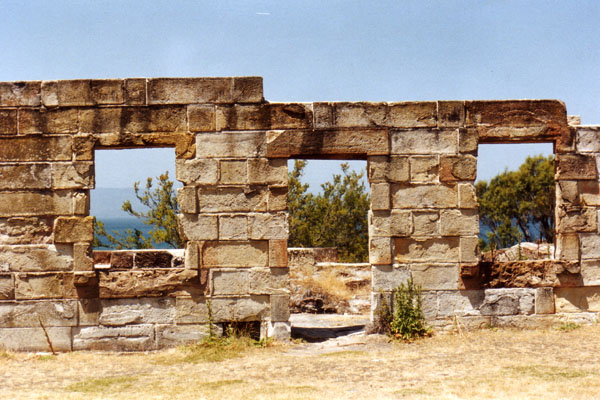
Угольные шахты (Тасмания)
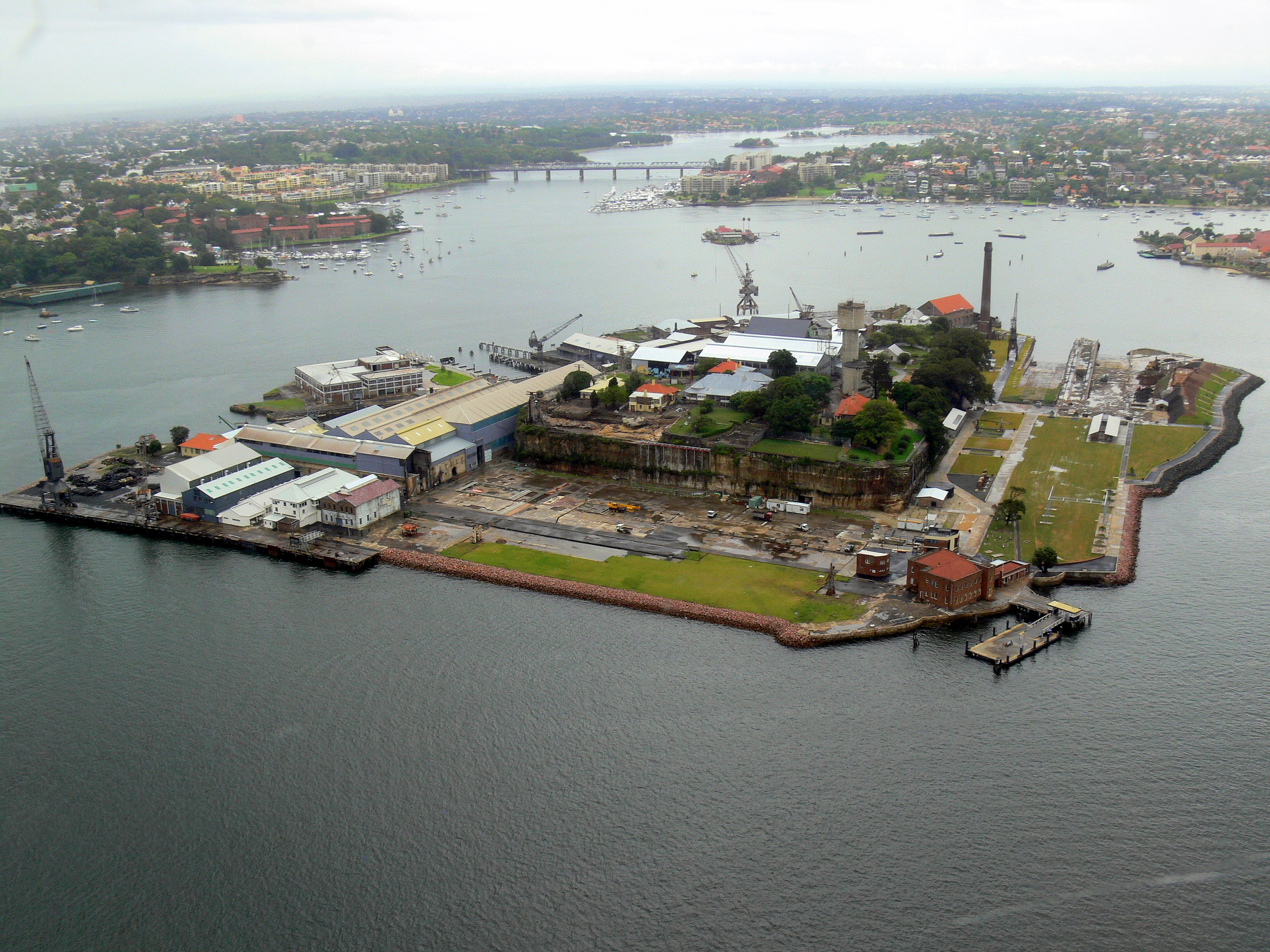
Какаду (остров)
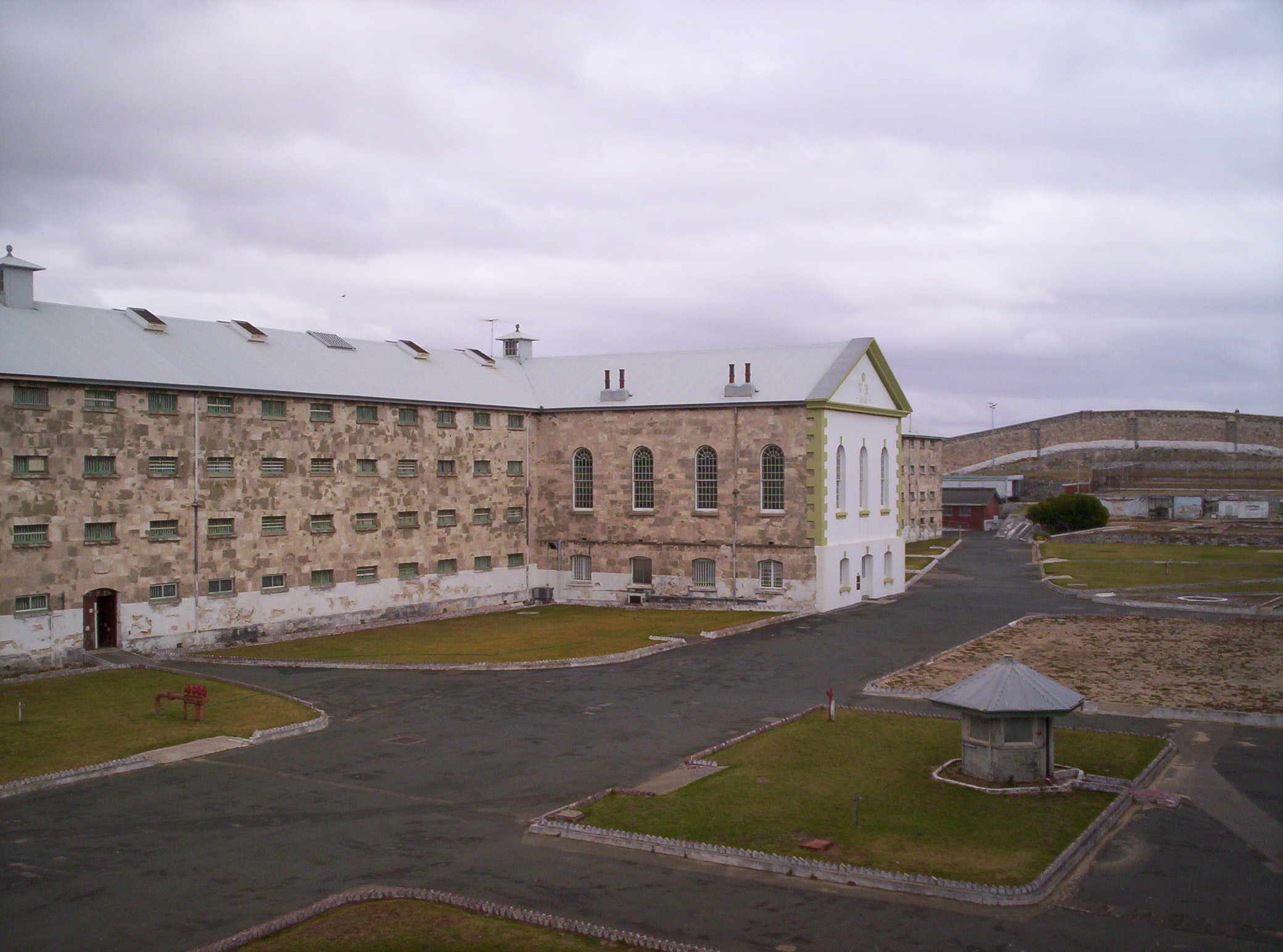
Тюрьма Фримантла